# Marina Schneider
Marina Schneider (* 19. Januar 1990 in Tirol) ist die Miss Austria 2008 und eine österreichische Leichtathletin.

## Biographie
Marina Schneider ist Mitglied im Verein IAC-Pharmador. Bei den Österreichischen Meisterschaften 2007 erreichte sie im Hochsprung Platz zwei. Bei den Meisterschaften 2008 erreichte sie im Fünfkampf in der Halle und beim Hochsprung in der Halle Platz eins und auch beim Hochsprung im Freien Platz eins. 2007 nahm Schneider an den U18-Leichtathletik-Weltmeisterschaften teil.
Am 28. März 2008 wurde die Tirolerin in Ebreichsdorf (Niederösterreich) zur Miss Austria 2008 gekürt. Beworben hatte sie sich, ohne von einem Sieg auszugehen. Sie setzte sich als Miss Tirol 2008 gegen achtzehn Mitbewerberinnen durch und trat die Nachfolge von Christine Reiler an. Wegen ihrer Matura konnte sie nicht an der Miss-World-Wahl teilnehmen. An ihrer Stelle fuhr die Steirerin und Vize-Miss-Austria Kathrin Krahfuss nach Johannesburg. Wegen ihrer Nichtteilnahme kam es in der Folge zu Diskussionen, ob das Verhältnis zu dem Misswahl-Verband gestört sei. Nach Patricia Kaiser war Marina Schneider die zweite Leichtathletin, die zur Miss Austria gewählt wurde.
2009 wurde die Oberösterreicherin Anna Hammel Nachfolgerin als Miss Austria.
Marina Schneider wohnt in Völs.